# Реда Малек
Реда Малек (араб. رضا مالك; 21 грудня 1931 — 29 липня 2017) — прем'єр-міністр Алжиру у 1993—1994 роках. У короткий термін свого перебування на посту голови уряду, який припав на початок громадянської війни, він провадив жорстку анти-ісламістську політику.

## Біографія
Малек народився у місті Батна. Був членом Фронту національного визволення, редактором друкованого органу партії — газети El Moudjahid з 1957 до 1962 року. Після 1963 року він працював послом Алжиру в Югославії, Франції, СРСР, США (1979-82) та у Великій Британії. У 1977—1979 роках Реда Малек обіймав посаду міністра інформації та культури, а згодом — міністра закордонних справ (3 лютого — 21 серпня 1993).